# Сьюпириор (Вайоминг)
Сьюпириор (англ. Superior) — город, расположенный в округе Суитуотер (штат Вайоминг, США) с населением в 244 человека по статистическим данным переписи 2000 года.

## География
По данным Бюро переписи населения США, город Сьюпириор имеет общую площадь в 2,85 квадратных километров, водных ресурсов в черте населённого пункта не имеется.
Город Сьюпириор расположен на высоте 2155 метров над уровнем моря.

## Демография
По данным переписи населения 2000 года, в Сьюпириоре проживало 244 человека, 67 семей, насчитывалось 92 домашних хозяйств и 153 жилых дома. Средняя плотность населения составляла около 85,8 человека на один квадратный километр. Расовый состав Сьюпириора по данным переписи распределился следующим образом: 83,20 % белых, 2,05 % — коренных американцев, 0,41 % — выходцев с тихоокеанских островов, 5,33 % — представителей смешанных рас, 9,02 % — других народностей. Испаноговорящие составили 15,16 % от всех жителей города.
Из 92 домашних хозяйств в 34,8 % — воспитывали детей в возрасте до 18 лет, 62,0 % представляли собой совместно проживающие супружеские пары, в 4,3 % семей женщины проживали без мужей, 26,1 % не имели семей. 20,7 % от общего числа семей на момент переписи жили самостоятельно, при этом 1,1 % составили одинокие пожилые люди в возрасте 65 лет и старше. Средний размер домашнего хозяйства составил 2,65 человек, а средний размер семьи — 3,01 человек.
Население города по возрастному диапазону по данным переписи 2000 года распределилось следующим образом: 29,5 % — жители младше 18 лет, 7,4 % — между 18 и 24 годами, 29,9 % — от 25 до 44 лет, 26,6 % — от 45 до 64 лет и 6,6 % — в возрасте 65 лет и старше. Средний возраст жителей составил 39 лет. На каждые 100 женщин в Сьюпириоре приходилось 110,3 мужчин, при этом на каждые сто женщин 18 лет и старше приходилось 123,4 мужчин также старше 18 лет.
Средний доход на одно домашнее хозяйство в городе составил 46 250 долларов США, а средний доход на одну семью — 50 625 долларов. При этом мужчины имели средний доход в 56 250 долларов США в год против 30 833 доллара среднегодового дохода у женщин. Доход на душу населения в городе составил 17 157 долларов в год. 6,6 % от всего числа семей в округе и 11,7 % от всей численности населения находилось на момент переписи населения за чертой бедности, при этом 8,9 % из них были моложе 18 лет.